# Hạt Đại diện Tông tòa Pakse
Hạt Đại diện Tông tòa Pakse (tiếng Lào: ອັກຄະສາວົກແທຂອງເມືອງປາກເຊ; tiếng Latinh: Vicariatus Apostolicus Paksensis) là một Hạt Đại diện Tông tòa của Giáo hội Công giáo Rôma tại phía nam nước Lào.
Là một Hạt Đại diện Tông tòa, Hạt Đại diện Tông tòa Pakse được giao cho một Giám mục hiệu tòa quản lí, đồng thời không thuộc một Giáo tỉnh nào, thay vào đó là chịu sự quản lí trực tiếp của Tòa Thánh thông qua Bộ Truyền giáo.
Nhà thờ chính tòa của Hạt Đại diện Tông tòa là Nhà thờ chính tòa Thánh Tâm ở Pakxe.

## Lịch sử
Hạt Đại diện Tông tòa được thành lập vào ngày 12/6/1967 với tên Hạt Đại diện Tông tòa Pakse / Paksé (tiếng Pháp), trên lãnh thổ tách ra từ Hạt Đại diện Tông tòa Savannakhet.

## Thống kê
Hạt Đại diện Tông tòa bao phủ diện tích 45,000 km², là Hạt Đại diện Tông tòa nhỏ nhất tại Lào. Hạt Đại diện Tông tòa bao gồm các tỉnh Champasack, Attapeu, Saravane, và Sekong, nhưng đa số người Công giáo chỉ sống ở Champasack và Saravane. Đến năm 2016, Hạt Đại diện Tông tòa chỉ có khoảng 15.000 giáo dân (1,3%) trên dân số 1,3 triệu người, trong đó một nửa số giáo dân là người dân tộc thiểu số. Hạt Đại diện Tông tòa bao gồm 46 giáo xứ và 7 linh mục (6 linh mục triều, 1 linh mục dòng), 22 tu sĩ (10 nam, 12 nữ) và 16 chủng sinh. Ngoài ra còn có 19 nữ tu từ Dòng Nữ Tu Bác Ái và Dòng Nữ Tu Thánh Maria Thánh Giá.

## Lãnh đạo

### Đại diện Tông tòa Pakse
- Jean-Pierre Urkia, M.E.P. (1967–1975)
- Thomas Khamphan (1975–2000)
- Hồng y Louis-Marie Ling Mangkhanekhoun, I.V.D. (2000–2017), sau trở thành Đại diện Tông tòa Viêng Chăn
- Anrê Souksavath Nouane Asa (từ 2022) [2]